# Sistema Ox Bel Ha
Sistema Ox Bel Ha, kort Ox Bel Ha, är ett grottsystem i Quintana Roo i sydöstra Mexiko. Det är den längsta utforskade undervattensgrottan i världen och den fjärde längsta utforskade grottan på land. I maj 2017 hade 270,2 kilometer undervattenspassager utforskats. Det finns fler än 140 slukhål i grottsystemet.

## Betydelse
Ox Bel Ha kommer från  mayaspråket yukatek som talas på Yucatánhalvön, i Mexiko, Belize och Guatemala, och betyder "tre vattenvägar".